# District de Piešťany
Le district de Piešťany est l'un des 79 districts de Slovaquie dans la région de Trnava.

## Démographie

### Évolution de la population
| Année:               | 1994.  | 2004.   | 2014.   | 2024.   |
| -------------------- | ------ | ------- | ------- | ------- |
| Nombre de personnes: | 64 048 | 63 964  | 63 168  | 61 773  |
| Différence:          |        | -0,13 % | -1,24 % | -2,20 % |

| Année:               | 2023.  | 2024.   |
| -------------------- | ------ | ------- |
| Nombre de personnes: | 62 015 | 61 773  |
| Différence:          |        | -0,39 % |

## Liste des communes
Source :

### Ville
- Piešťany
- Vrbové

### Villages
Banka | Bašovce | Borovce | Dolný Lopašov | Drahovce | Dubovany | Ducové | Hubina | Chtelnica | Kočín-Lančár | Krakovany | Moravany nad Váhom | Nižná | Ostrov | Pečeňady | Prašník | Rakovice | Ratnovce | Sokolovce | Šípkové | Šterusy | Trebatice | Veľké Kostoľany | Veľké Orvište | Veselé